# Casa de las Cinco Torres
La Casa de las Cinco Torres (en français, maison des Cinq Tours) est un ensemble homogène d'immeubles situé sur la Place d'Espagne, à Cadix, en Andalousie (Espagne). Il s'agit de cinq maisons différentes construites vers 1771 sur un îlot urbain de vastes proportions, et sont de style baroque, de transition vers le néo-classique. L'ensemble est classé Bien d'Intérêt Culturel.